# Carl Ernst Heinrich Schmidt

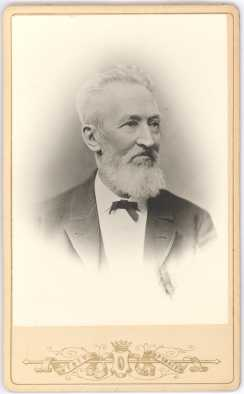
Carl Ernst Heinrich Schmidt

Carl Ernst Heinrich Schmidt (* 1. Junijul. / 13. Juni 1822greg. in Mitau; † 27. Februarjul. / 11. März 1894greg. in Dorpat) war ein deutsch-baltischer Arzt und Chemiker.

## Leben
Schmidt wurde als Sohn eines Apothekers in Mitau in Kurland, dem heute zu Lettland gehörenden Jelgava, geboren. In Mittau, der Hauptstadt Kurlands, besuchte er ab 1832 das Gymnasium. Er machte von 1838 bis 1841 eine Apothekerlehre in Berlin und studierte anschließend Chemie und Medizin 1842/1843 in Berlin und 1843/1844 in Gießen. Er promovierte 1844 bei Justus Liebig in Gießen zum Dr. phil. mit einer Arbeit über pflanzliche Schleimstoffe und nach weiteren Studien 1844/1845 bei Friedrich Wöhler, Rudolph Wagner und Julius Vogel in Göttingen wurde er 1845 an der Universität Göttingen zum Doktor der Medizin promoviert. Nach seinem Studium in Deutschland war Schmidt an der Militär-Medizinischen-Akademie in Sankt Petersburg tätig, legte 1845 das russische Arztexamen ab, wurde in St. Petersburg Arzt 1. Abteilung und verfasste 1846 außerdem zwei weitere Dissertationen zum Erwerb russischer Doktorgrade. Danach wurde er außeretatmäßiger und 1847 bis 1850 etatmäßiger Privatdozent für physiologische und pathologische Chemie an der Universität Tartu (Dorpat). Er wurde dort 1850 zum außerordentlichen Professor für Pharmazie und zum Leiter des Pharmazeutischen Instituts ernannt. 1852 wurde er ordentlicher Professor für medizinische Chemie und als solcher bis zu seinem Ruhestand 1892 Direktor des Chemischen Labors in Dorpat. Im Jahre 1878 promovierte Wilhelm Ostwald in seinem Arbeitskreis. 1860 wurde er zum korrespondierenden Mitglied der Göttinger Akademie der Wissenschaften gewählt. Die Russische Akademie der Wissenschaften in Sankt Petersburg nahm ihn 1873 als korrespondierendes Mitglied auf.
Schmidt interessierte sich anfangs vor allem für medizinische Themen. Ihm gelang eine erste genauere Analyse der Zusammensetzung verschiedener Körperflüssigkeiten, so von Blut und Galle. Zusammen mit Max von Pettenkofer gilt er außerdem als Begründer der Stoffwechselforschung. Schmidt erkannte, dass Salzsäure ein Bestandteil der Magensäure ist und untersuchte deren Wechselwirkungen mit Pepsin. Später galt dann sein Hauptinteresse der Geochemie der Lagerstätten von Torf, Phosphorit, Guano, Erdgas und Erdöl im Baltikum, Russland und Sibirien.
Wöhler schrieb ihm in einem Brief die Priorität für die Entdeckung der Zellulose zu 1844 prägte Schmidt den Begriff Kohlenhydrate. In einem Brief von 1844 an Liebig lobt Wöhler die von Schmidt in Göttingen angefertigte umfangreiche Arbeit über die chemische Natur der Organe wirbelloser Tiere und lobt ihn als ausgezeichneter, geistvoller Kerl, der beste Kopf der Art, den wir jetzt haben.

## Schriften
- Zur vergleichenden Morphologie der wirbellosen Thiere. Eine physiologisch-chemische Untersuchung. Friedrich Vieweg und Sohn, Braunschweig 1845 (Archive)
- Charakteristik der epidemischen Cholera gegenüber verwandten Transsudationsanomalieen. G. A. Reyher, Mitau und Leipzig 1850 (Archive)
- mit Friedrich Heinrich Bidder: Die Verdauungssaefte und der Stoffwechsel: eine physiologische-chemische Untersuchung. G. A. Reyher, Mitau und Leipzig 1852 (Archive)